# کریستیانا ویلیامز
کریستیانا ویلیامز (انگلیسی: Christania Williams؛ زادهٔ ۱۷ اکتبر ۱۹۹۴) دونده زن اهل جامائیکا است.
وی در مسابقات کشوری و بین‌المللی در مجموع برندهٔ ۱ مدال نقره، ۱ مدال برنز شده‌است.